# Sjejnovets
Sjejnovets (bulgariska: Шейновец) är ett berg i Bulgarien.   Det ligger i regionen Chaskovo, i den sydöstra delen av landet, 250 km öster om huvudstaden Sofia. Toppen på Sjejnovets är 686 meter över havet, eller 176 meter över den omgivande terrängen. Bredden vid basen är 4,8 km.
Terrängen runt Sjejnovets är huvudsakligen kuperad, men åt sydväst är den platt. Närmaste större samhälle är Ljubimets, 13,8 km norr om Sjejnovets.
Trakten runt Sjejnovets består till största delen av jordbruksmark. Runt Sjejnovets är det glesbefolkat, med 19 invånare per kvadratkilometer.